# 酒私風雲角色列表
以下是HBO電視劇《酒私風雲》（Boardwalk Empire）的角色列表。本劇戲劇化了禁酒令時期的大西洋城和美國黑手黨的早期歷史。劇集中的許多角色都是虛構的。有些是（鬆散地）基於真實歷史人物，其中有些使用他們所基於的人物名字，而其他人的名字則被更改。

## 角色

### 主要角色
| 演員               | 角色                                                              | 登場季數 | 登場季數 | 登場季數 | 登場季數 | 登場季數 | 角色簡介 | 基於真實人物                                   |
| 演員               | 角色                                                              | 1        | 2        | 3        | 4        | 5        | 角色簡介 | 基於真實人物                                   |
| ------------------ | ----------------------------------------------------------------- | -------- | -------- | -------- | -------- | -------- | --- | ---------------------------------------------- |
| 史提夫·布斯美      | 伊努·「努基」·湯普森 Enoch "Nucky" Thompson                       | 主要     | 主要     | 主要     | 主要     | 主要     | 腐敗的大西洋城司庫和非常有權力的政治人物。                                                                        | 伊努·L·強森 Enoch L. Johnson                   |
| 米高·彼特          | 占士·「吉米」·達摩狄 James "Jimmy" Darmody                        | 主要     | 主要     | 不適用   | 不適用   | 不適用   | 曾在第一次世界大戰中服役的前普林斯頓大學學生。回國後，吉米被努基·湯普森僱用為他的司機。                           | 詹姆斯·H·博伊德 James H. Boyd                  |
| 凱莉·麥當勞        | 瑪格麗特·湯普森 Margaret Thompson（之前為Schroeder，娘家姓Rohan） | 主要     | 主要     | 主要     | 主要     | 主要     | 一名年輕的愛爾蘭寡婦和母親，她向努基尋求幫助，最終成為他的愛人，後來成為他的妻子。                                | Florence Osbeck                                |
| 麥可·夏儂          | 尼爾森·范奧登 / 喬治·穆勒 Nelson Van Alden / George Mueller       | 主要     | 主要     | 主要     | 主要     | 主要     | 一名前禁酒探員，在謀殺他的前搭擋後便逃跑了。在化名喬治·穆勒下，他無意中被狄恩·歐班寧和艾爾·卡彭之間的衝突所困擾。 | William Frank                                  |
| 希亞·溫漢          | 艾利亞思·「伊萊」·湯普森 Elias "Eli" Thompson                     | 主要     | 主要     | 主要     | 主要     | 主要     | 努基的弟弟和大西洋縣的前警長。                                                                                    | Alfred "Alf" Johnson                           |
| 雅莉莎·帕拉狄諾    | 安潔菈·達摩狄 Angela Darmody                                      | 主要     | 主要     | 不適用   | 不適用   | 不適用   | 吉米的妻子和他的年輕兒子的母親。                                                                                  | 不適用                                         |
| 米高·舒伯          | 阿諾·羅斯汀 Arnold Rothstein                                      | 主要     | 主要     | 主要     | 主要     | 不適用   | 一名有勢力而聰明的紐約黑幫，他與努基進行生意來往。                                                                | 阿諾·羅斯汀 Arnold Rothstein                   |
| 史提芬·格拉漢姆    | 艾爾·卡彭 Al Capone                                               | 主要     | 主要     | 主要     | 主要     | 主要     | 一名低級的芝加哥黑幫，抱著領導芝加哥犯罪集團的志向。                                                              | 艾爾·卡彭 Al Capone                            |
| 文森特·皮亞扎      | 查理·「幸運」·盧西安諾 Charles "Lucky" Luciano                    | 主要     | 主要     | 主要     | 主要     | 主要     | 一名西西里裔美國黑幫和羅斯汀的親密夥伴。                                                                          | 查理·「幸運」·盧西安諾 Charles "Lucky" Luciano |
| 帕茲·德·拉·維爾塔  | 露西·丹席格 Lucy Danziger                                         | 主要     | 主要     | 不適用   | 不適用   | 不適用   | 努基的情婦和前《齐格菲富丽秀》舞者。                                                                              | 不適用                                         |
| 麥克·肯尼斯·威廉士 | 艾伯特·「查克」·懷特 Albert "Chalky" White                        | 主要     | 主要     | 主要     | 主要     | 主要     | 在大西洋城黑人社區與努基極相似的人。                                                                              | 不適用                                         |
| 安東尼·拉休拉      | 愛德華·「艾迪」·凱斯勒 Edward "Eddie" Kessler                     | 主要     | 主要     | 主要     | 主要     | 不適用   | 努基的德國私人助手和貼身男僕。                                                                                    | Louis Kessel                                   |
| 保羅·斯帕克斯      | 米奇·道爾 Mickey Doyle                                            | 主要     | 主要     | 主要     | 主要     | 主要     | 大西洋城的私酒販。                                                                                                | 米奇·達菲 Mickey Duffy                         |
| 達布尼·柯曼        | 準將路易斯·凱斯納 Commodore Louis Kaestner                        | 主要     | 主要     | 不適用   | 不適用   | 不適用   | 努基的導師和在大西洋城的前任，吉米的生父。                                                                        | 路易斯·庫爾勒 Louis Kuehnle                    |
| 傑克·休斯頓        | 理查·哈洛 Richard Harrow                                          | 常設     | 主要     | 主要     | 主要     | 不適用   | 一名前軍隊神槍手，與吉米和後來的努基結盟。在戰爭期間破相，他戴著面具遮蓋住半邊臉。                                | 不適用                                         |
| 珂茜·莫爾          | 吉莉安·達摩狄 Gillian Darmody                                     | 常設     | 主要     | 主要     | 主要     | 主要     | 吉米的母親和努基的老朋友，她也是盧西安諾的前戀人。                                                                | 不適用                                         |
| 查理·考克斯        | 歐文·史萊特 Owen Sleater                                          | 不適用   | 常設     | 主要     | 不適用   | 不適用   | 一名愛爾蘭移民和愛爾蘭共和軍成員。他與瑪格麗特有曖昧關系，同時在努基的組織中工作。                                | 不適用                                         |
| 鮑比·坎納瓦爾      | 吉普·羅賽迪 Gyp Rosetti                                           | 不適用   | 不適用   | 主要     | 不適用   | 不適用   | 挑戰努基的西西里黑幫，有喬·馬塞里亞的支持。                                                                       | 不適用                                         |
| 榮·利文斯通        | 羅伊·菲利普斯 Roy Phillips                                        | 不適用   | 不適用   | 不適用   | 主要     | 不適用   | 一名富有的外埠商人，與吉莉安·達摩狄來往。                                                                         | 不適用                                         |
| 傑佛瑞·懷特        | 華倫汀·納西斯 Dr. Valentin Narcisse                               | 不適用   | 不適用   | 不適用   | 主要     | 主要     | 挑戰查克·懷特的哈林區詐騙販。                                                                                     | 卡斯柏·荷爾斯泰因 Casper Holstein              |
| 班·羅森菲爾德      | 威利·湯普森 Willie Thompson                                       | 不適用   | 不適用   | 不適用   | 常設     | 主要     | 伊萊的長子和努基的侄子，他在紐約市成為一名美國的律師助理。                                                        | 不適用                                         |

### 常設角色
| 演員                                      | 角色                                    | 登場季數   | 角色簡介 | 基於真實人物                                   |
| 格雷格·安東納奇                           | 強尼·托里奧 Johnny Torrio               | 第1–5季    | 芝加哥的艾爾·卡彭的老大。 | 強尼·托里奧 Johnny Torrio                      |
| 埃里克·維奈爾                             | Agent Sebso                             | 第1季      | 尼爾森·范奧登的搭擋。 | 不適用                                         |
| William Hill                              | Alderman George O'Neill                 | 第1–2季    | 努基的政治密友和選區老大之一。                                                                                                | 不適用                                         |
| 羅伯·哥希斯                               | James Neary                             | 第1–2季    | 努基的政治密友和選區老大之一。                                                                                                | 不適用                                         |
| 多米尼克·查尼斯                           | Leander Whitlock                        | 第2-5季    | 大西洋城的律師和準將的盟友。                                                                                                  | 不適用                                         |
| 威廉·佛塞                                 | Manny Horvitz                           | 第2-3季    | 費城的黑幫。 | 不適用                                         |
| 安娜·卡塔琳娜                             | Isabelle Jeunet                         | 第1、3季   | 在海濱大道上擁有高級時裝店的法國女人。                                                                                        | 不適用                                         |
| 馬克斯·凱塞拉                             | Leo D'Alessio                           | 第1季      | 費城的黑幫。 | 李歐·朗茲塔 Leo Lanzetta                       |
| 愛德華多·巴萊里尼                         | Ignacius D'Alessio                      | 第1季      | Leo的兄弟和黑幫。 | 伊格納修斯·朗茲塔 Ignatius Lanzetta            |
| 阿納托爾·優素福                           | 邁爾·蘭斯基 Meyer Lansky                | 第1–5季    | 阿諾·羅斯汀的年輕門生和查理·盧西安諾的搭檔。                                                                                  | 邁爾·蘭斯基 Meyer Lansky                       |
| Joseph Riccobene                          | 法蘭基·耶魯 Frankie Yale                | 第1、3–4季 | 布魯克林的黑幫。 | 法蘭基·耶魯 Frankie Yale                       |
| 凱文·奧羅克                               | 愛德華·L·巴德 Edward L. Bader           | 第1–4季    | 大西洋城的市長。 | 愛德華·L·巴德 Edward L. Bader                  |
| 達納·艾菲                                 | Mrs. McGarry                            | 第1季      | 婦女參政權和戒酒運動的重要領導人。                                                                                            | 蘇珊·安東尼 Susan B. Anthony                   |
| 傑里夫·貝爾遜                             | 參議員華爾特·埃奇 Walter Edge           | 第1–3季    | 阻撓一些努基的計劃的新澤西州參議員。                                                                                          | 參議員華爾特·埃文斯·埃奇 Walter Edge           |
| Pearce Bunting                            | 比爾·麥考伊 Bill McCoy                  | 第1-4季    | 船長兼為努基·湯普森工作的私酒販。                                                                                             | 比爾·麥考伊 Bill McCoy                         |
| 崔西·米登朵夫                             | Babette                                 | 第1–3季    | Babette夜總會的老闆。 | 不適用                                         |
| Natalie Wachen                            | Lenore White                            | 第2–4季    | 查克·懷特的妻子，以及三個孩子的母親。                                                                                         | 不適用                                         |
| 米高·澤根                                 | 本尼·西格爾 Benny Siegel                | 第2–3、5季 | 為蘭斯基和盧西安諾工作的低級罪犯。                                                                                            | 本傑明·「畢斯」·西格爾 Benjamin "Bugsy" Siegel |
| 格倫·弗萊舍爾                             | 喬治·雷穆斯 George Remus                | 第2–4季    | 駐在俄亥俄州的一名主要私酒販，以第三人稱來稱呼自己。                                                                          | 喬治·雷穆斯 George Remus                       |
| 茱莉安娜·妮克遜                           | Esther Randolph                         | 第2–4季    | 司法部長助理，調查努基的選舉舞弊。                                                                                            | 梅布爾·沃克·維勒布蘭 Mabel Walker Willebrandt  |
| Ivo Nandi                                 | 喬·馬塞里亞 Joe Masseria                | 第2–5季    | 紐約的黑幫老大，支持羅賽迪對抗努基。                                                                                          | 喬·馬塞里亞 Joe Masseria                       |
| 克里斯托弗·麥克唐納                       | 哈里·多赫蒂 Harry Daugherty             | 第1–3季    | 沃倫·蓋瑪利爾·哈定的競選干事，後來成為他的司法部長。                                                                          | 哈里·M·多赫蒂 Harry Daugherty                  |
| Daniel Cox（第1季）; Ed Jewett（第2–3季） | 傑斯·史密斯 Jess Smith                  | 第1–3季    | 哈里·多赫蒂的助手 | 傑斯·史密斯 Jess Smith                         |
| Arron Shiver                              | 狄恩·歐班寧 Dean O'Banion               | 第3–4季    | 芝加哥的愛爾蘭裔美國黑幫老大，以及強尼·托里奧與艾爾·卡彭的對手。                                                              | 狄恩·歐班寧 Dean O'Banion                      |
| 斯蒂芬·魯特                               | 加斯頓·布拉克·梅斯 Gaston Bullock Means | 第3–4季    | 騙子、聯邦調查局探員，以及私酒販的「維修工」。                                                                                | 加斯頓·布拉克·梅斯 Gaston Bullock Means        |
| 占士·康維爾                               | 安德魯·梅隆 Andrew Mellon               | 第3–4季    | 美國財政部長，在政府聽證會上作證。                                                                                            | 安德魯·W·梅隆 Andrew Mellon                    |
| 梅格·錢伯斯·斯蒂德爾                      | Billie Kent                             | 第3季      | 一名年輕的百老匯女演員，開始與努基發生關係。因為努基而被炸死。                                                                | 比莉·多夫 Billie Dove                          |
| Chris Caldovino                           | Tonino Sandrelli                        | 第3-5季    | 吉普·羅賽迪的得力助手和黑手黨副官。                                                                                           | 不適用                                         |
| 布萊恩·格拉格提                           | James "Jim" Tolliver                    | 第4季      | 約翰·埃德加·胡佛指揮下的聯邦調查局探員，以Warren Knox的名字在大西洋城冒充一名腐敗的禁酒令探員。在試圖脅迫伊萊後，被他殺死了。 | 不適用                                         |
| 埃瑞克·拉汀                               | 約翰·埃德加·胡佛 J. Edgar Hoover        | 第4季      | 調查局的局長 | 約翰·埃德加·胡佛 J. Edgar Hoover               |
| 多門尼克·隆巴多西                         | 雷夫·卡彭 Ralph Capone                  | 第4-5季    | 艾爾·卡彭的哥哥 | 雷夫·卡彭 Ralph Capone                         |
| 摩根·斯佩克特                             | 法蘭克·卡彭 Frank Capone                | 第4季      | 艾爾·卡彭的哥哥 | 法蘭克·卡彭 Frank Capone                       |
| 瑪歌·冰咸                                 | Daughter Maitland                       | 第4-5季    | 歌手和華倫汀·納西斯的受監護人，開始與查克·懷特發生關係。                                                                      | 不適用                                         |
| Giampiero Judica                          | 薩爾瓦托雷·馬蘭扎諾 Salvatore Maranzano | 第5季      | 強大的紐約黑手黨老大，與他的得力助手查理·盧西安諾發生戰爭。                                                                   | 薩爾瓦托雷·馬蘭扎諾 Salvatore Maranzano        |
| John Ellison Conlee                       | 路易斯·凱斯納 Louis Kaestner            | 第5季      | 年輕時的「準將」。 | 路易斯·庫爾勒 Louis Kuehnle                    |
| 馬特·萊斯切爾                             | 約瑟夫·P·甘迺迪 Joseph P. Kennedy       | 第5季      | 波士頓的銀行家和政客 | 約瑟夫·P·甘迺迪 Joseph P. Kennedy              |

## 表演者角色
| 演員             | 表演者                       | 集數 | 簡介                                    |
| 史蒂芬·德羅薩    | 埃迪·康托爾 Eddie Cantor     | "Boardwalk Empire", "Broadway Limited", "A Return to Normalcy", "A Dangerous Maid", "You'd Be Surprised", "Resolution" | 喜劇演員和歌手                          |
| Erin McGrath     | 伊迪絲·戴 Edith Day          | "Anastasia" | "Alice Blue Gown"（來自《Irene》）      |
| 約翰·特里西·伊根 | Duncan O'Connor              | "Nights in Ballygran"                                                                                                  | "Carrickfergus"                         |
| A'Lisa Miles     | 麥米·史密斯 Mamie Smith      | "Home" | "Crazy Blues"                           |
| 凱西·布瑞爾      | 蘇菲·塔克 Sophie Tucker      | "Belle Femme" | "Some of These Days"                    |
| 雷米·奧柏戎諾瓦  | 西奧多·哈頓 Theodore Hardeen | "Paris Green" | 魔術師和逃脫藝術家（哈利·胡迪尼的弟弟） |

## 運動員角色
| 演員         | 運動員                   | 集數                                 | 簡介                                |
| Devin Harjes | 傑克·登普西 Jack Dempsey | "What Does the Bee Do?" "Peg of Old" | 拳擊手（重量級冠軍，1919年–1926年） |